# Schema enigmistico
Lo schema enigmistico è una relazione che lega due o più parole o frasi tra loro (es.: l'anagramma è lo schema che prevede la permutazione delle lettere di una parola o di una frase in modo da formare altre parole e frasi di senso compiuto). Esso individua quindi in astratto il meccanismo attraverso il quale più termini vengono trasformati gli uni negli altri. Quando la relazione fra parole si attua in concreto si parla di combinazione (es.: l'arca di Noè = l'ora di cena è una combinazione anagrammatica). Si può dunque dire che lo schema è la forma di una combinazione. Le combinazioni vengono sfruttate da molti giochi enigmistici che le celano in un componimento, un esposto sintetico, a volte un'illustrazione.
Gli schemi enigmistici non tengono conto delle modifiche per l'orecchio (ossia fonetiche), ma di quelle per l'occhio (ossia grafiche) delle parole. Pertanto, una combinazione come "ciocco / sciocco", laddove acusticamente si avrebbe un cambio (fra i suoni tʃ e ʃ), è una combinazione di aggiunta. Neanche lo spostamento d'accento (es.: alíce / càlice) ha generalmente importanza ai fini di un gioco, salvo che ne costituisca lo schema esso stesso.

## Nomenclatura
Denominare una combinazione enigmistica non è necessariamente un'operazione immediata. La "regola" generale, potendo più schemi sovrapporsi fra loro, è quella di scegliere sempre quello più immediato o dotato di un requisito aggiuntivo. Ad es. è chiaro che acetone = enoteca è un anagramma; tuttavia esso risponde anche alla logica del bifronte, perché ottenuto invertendo del tutto, e non semplicemente permutando, le varie lettere: andrà quindi denominato bifronte. Esistono casi in cui la distinzione è impossibile, ancorché non molto importante: uno scambio fra due lettere contigue è praticamente indistinguibile dallo spostamento di una qualsiasi di esse.
Vi sono poi discussioni più "animate" sulla collocazione esatta di alcune combinazioni su base concettuale. Non è chiaro ad es. se una frase formata da articolo + sostantivo che, uniti, producono un'altra parola sia o meno una sciarada: secondo alcuni no, poiché la sciarada sarebbe un gioco che pretende la definizione di due o più parti mentre non è possibile definire un articolo disgiuntamente dal sostantivo. In caso contrario, però, non sarebbe nemmeno chiara la denominazione esatta del gioco: quella proposta (doppia lettura) per la sua genericità non soddisfa tutti gli autori.
Ad ogni modo gli schemi enigmistici adattano la loro denominazione sulla base di alcune circostanze. Senza pretesa di esaustività si possono distinguere le principali:
- schemi attuabili tra parole e frasi, denominati frasi (es.: frase anagrammata) o a frase (es.: anagramma a frase) secondo i casi;
- schemi attuabili con le sillabe oltre che con le lettere, denominati in questo caso sillabici (es.: palindromo sillabico);
- schemi in grado di invertire il proprio meccanismo, denominati in questo caso inversi (es.: antipodo inverso).

## Classificazione degli schemi enigmistici
- Schemi anagrammatici in senso lato:
  - Anagramma.
  - Scambio, spostamento.
  - Letture inverse.
  - Letture alterne.
- Letture inverse: palindromo, bifronte, antipodo.
- Schemi senza resto:
  - Sciarade: sciarada, frase doppia.
  - Letture alterne: sciarada alterna, incastro, intarsio.
- Schemi fonetici in senso lato: scarto (aferesi, sincope, apocope), aggiunta (protesi, paragoge), zeppa (epentesi), cambio (apofonia).
- Schemi a scarto: sciarada incatenata.
- Schemi a doppio scarto:
  - Biscarti: biscarto, lucchetto, cerniera, doppia estrazione.
  - Cernita.
- Bisensi:
  - Bisensi propri: bisenso, polisenso, sciarada a bisensi.
  - Bisensi impropri: cambio d'accento, spostamento d'accento.
  - Bisensi artificiali: falsi derivati, cambio di genere.